# Вар (Селаж)
Вар (рум. Var) — село у повіті Селаж в Румунії. Адміністративно підпорядковане місту Жибоу.
Село розташоване на відстані 379 км на північний захід від Бухареста, 19 км на схід від Залеу, 55 км на північний захід від Клуж-Напоки.

## Населення
За даними перепису населення 2002 року у селі проживали 503 особи. Рідною мовою 499 осіб (99,2%) назвали румунську.
Національний склад населення села:
| Національність | Кількість осіб | Відсоток |
| -------------- | -------------- | -------- |
| румуни         | 498            | 99,0%    |
| угорці         | 5              | 1,0%     |